# 清河 (细河)
清河，位于中华人民共和国辽宁省西南部的一条河流，是细河右岸支流，发源于北票市小塔子乡莲花山村以北帽子山西坡莲花山北沟，蜿蜒向东南流经阜新蒙古族自治县蜘蛛山镇娘及营子村丹桂营子、石头营子村、阜新市清河门区西郊、河西镇、义县高台子镇清河城子村等地，于高台子镇东高家屯村以东汇入汇入细河。河流全长33千米，流域面积239平方千米，河道平均比降7.67‰，年均径流量903.8万立方米。